# Virididentex acromegalus
Virididentex acromegalus е вид бодлоперка от семейство Sparidae. Видът не е застрашен от изчезване.

## Разпространение и местообитание
Разпространен е в Кабо Верде.
Среща се на дълбочина от 40 до 60 m.

## Описание
На дължина достигат до 52 cm.